# Řeřišník skalní
Řeřišník skalní (Hornungia petraea) je útlá, efemérní, bíle kvetoucí bylina vyšších poloh, druh z rodu řeřišník.

## Výskyt
Druh roste v pahorkatinách až v podhůří, hlavně v západní, střední a jižní Evropě. Na severu proniká do Švédska a Estonska, na východě zasahuje do Ukrajiny a Malé Asie, objevuje se také na severu Afriky v Alžírsku a Tunisku. V České republice je jednou z posledních lokalit jeho výskytu národní přírodní památka Rašovické skály. Na Slovensku, kde se v nevelkém počtu vyskytuje v Malých Karpatech a v Považském Inovci, je ((slovensky) žerušník skalný) považován za zranitelný druh (VU).
Roste na dolomitických a vápencovitých mělkých štěrkopískovitých půdách na slunných suchých svazích nebo ve skalních štěrbinách či terasách v kolinním nebo submontánním vegetačním stupni.

## Popis
Jednoletá rostlina s přímou až vystoupavou, 3 až 15 cm vysokou lodyhou vyrůstající z tenkého rozvětveného kořene. Větvená lodyha bývá zbarvená zelenohnědě až nafialověle a je porostlá velmi kratičkými jednoduchými i rozvětvenými chloupky. V přízemní růžici vyrůstají řapíkaté listy o délce 8 až 12 mm; jejich obvejčité čepele s klínovitou bázi jsou zpeřeně laločnaté se 3 až 5 páry podlouhlých segmentů. Lodyžní listy obdobného tvaru i velikosti nemají řapík a jsou přisedlé. Všechny listy jsou lysé.
Na hlavní lodyze i na jejích odbočkách vytvářejí čtyřčetné květy hroznovitá květenství která se při zrání prodlužují. Vejčité, na bázi červenavé a na okraji blanité kališní lístky vyrůstají vzpřímeně a jsou stejně tak dlouhé nebo kratší než korunní. Obvejčité bílé korunné lístky, asi 1 mm dlouhé, mají vrchol okrouhlý nebo plytce vykrojený. Čtyřmocné tyčinky s prašníky jsou delší a ční z koruny. Rostliny kvetou ve středoevropských podmínkách od března do května.
Plody, dozrávající nejdříve na hlavní lodyze, jsou stopkaté, vodorovně odstávající šešulky. Jsou pukavé, asi 3 mm dlouhé, elipsovité nebo vejčité, mírně zploštělé, mají výraznou střední žilku a na vrcholu s kratičkou čnělku jsou mírně vykrojené. Obsahují dvě až čtyři světlehnědá, asi 0,6 mm dlouhá semena s hladkým osemením. Chromozomové číslo druhu je 2n = 12.

## Rozmnožování
Semena této krátkověké rostliny dozrají již počátkem léta a vypadají do půdy. Zde čekají na vlhčí podzimní podmínky, kdy vyklíčí a vyrostou do fáze přízemní růžice, ve které přečkají zimu. Druhým rokem brzy z jara vyraší květonosné lodyhy a vyvinou se květy. Některá semena hned prvým rokem nevyklíčí a setrvávají v půdě po několik let.